# Pierre Vernier (Mathematiker)
Pierre Vernier (* 19. August 1580 in Ornans in der Franche-Comté; † 14. September 1637 ebenda) war ein französischer Mathematiker, Münzdirektor von Burgund, Kommandant des Schlosses Ornans und Rat des Königs von Spanien.

## Leben
Vernier arbeitete vor allem als Befestigungsingenieur. Im Jahr 1631 veröffentlichte er in Brüssel eine Schrift, in der er seine Erfindung der Vernier-Skala, im deutschen Nonius genannt, vorstellte; mit deren Hilfe konnten Längen- und Winkelmessungen genauer als vorher durchgeführt werden.

## Schriften
- La construction, l’usage et les proprietes du quadrant, nouveau de mathematiques (Brüssel 1631).